# مترجم گوگل
مترجم گوگل (به انگلیسی: Google translate)، خدمتی از شرکت گوگل است که برای ترجمهٔ بخشی از یک متن یا یک صفحهٔ وب به زبانی دیگر به کار می‌رود. این خدمت در تعداد بندها، یا محدودهٔ واژه‌های تخصصی، محدودیت دارد. همچنین می‌توان چیزی را در منابع زبانی دلخواه، به زبان خود در جستجوگر گوگل جستجو کرد و نتایج را به زبان خود دید.
برخلاف دیگر خدمات ترجمهٔ متن چون «ای‌اوال» و «یاهو» که همگی از «SYSTRAN» استفاده می‌کنند، مترجم گوگل نرم‌افزار ترجمهٔ اختصاصی خودش را دارد. برخی بر این باورند که این می‌تواند به یک انقلاب در صنعت زبان منجر شود. این مترجم قوانین دستوری زبان را اعمال نمی‌کند، چراکه الگوریتم‌هایش بر تحلیل‌های آماری استوار است تا تحلیل‌های قاعده‌مند سنتی و از روش ترجمه ماشینی آماری برای ترجمه متون بهره می‌برد.
مترجم گوگل می‌تواند واژه‌ها، متون یا وب‌سایت‌ها را به زبان‌های دیگر ترجمه کند.
مترجم گوگل یکی از ابزارهای ترجمه متن‌های آنلاین است که توسط شرکت گوگل ارائه شده است. این ابزار قابلیت ترجمه متون را بین بیش از ۱۰۰ زبان مختلف دارد و برای کاربرانی که با زبان‌های خارجی آشنایی ندارند، بسیار مفید است. مترجم گوگل با استفاده از شبکه‌های عصبی عمیق و الگوریتم‌های پیشرفته‌ای که توسط گوگل توسعه داده شده‌اند، توانایی ترجمه دقیق و سریع را برای کاربران فراهم می‌کند. برای استفاده از این ابزار، کاربران متن مورد نظر خود را در جعبه متن قرار داده و زبان مورد نظر برای ترجمه را انتخاب می‌کنند. سپس مترجم گوگل به صورت خودکار و بلافاصله متن را ترجمه می‌کند. هرچند که مترجم گوگل از تکنولوژی‌های پیشرفته‌ای استفاده می‌کند، اما هنوز هم توانایی دقیق ترجمه بین برخی زبان‌ها وجود ندارد و ممکن است برخی از ترجمه‌های انجام شده توسط این ابزار ناصحیح باشند. به همین دلیل، توصیه می‌شود که برای ترجمه مهم و حرفه‌ای، از خدمات ترجمه حرفه‌ای استفاده شود. در کل، مترجم گوگل یکی از ابزارهای کاربردی برای ترجمه متون آنلاین است که برای کاربران فراهم شده است.

## امکانات

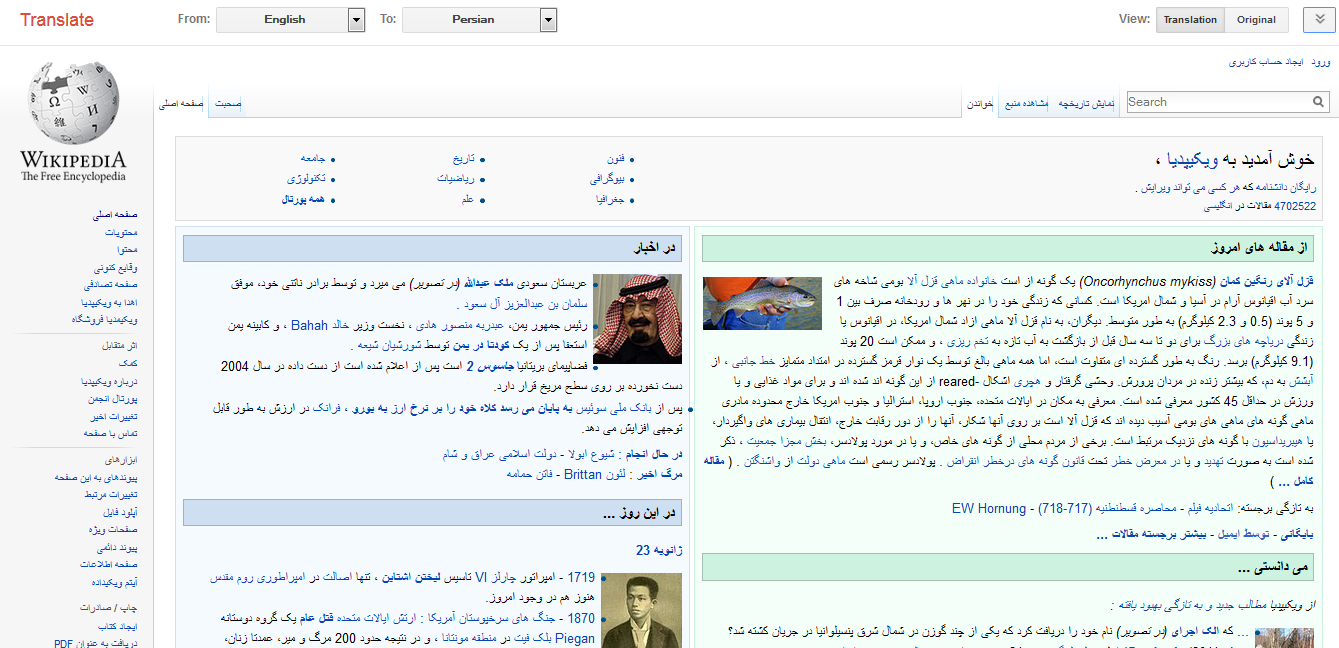
نمونه‌ای از ترجمه فارسی صفحه اول ویکی‌پدیای انگلیسی توسط مترجم گوگل

برای برخی زبان‌ها، از کاربران ترجمه‌های جایگزین خواسته می‌شود مثلاً برای واژه‌های تخصصی، تا در به‌روزرسانی‌های آتی به ترجمه‌گر افزوده شوند. متن را می‌توان در زبانی خارجی تایپ کرد، و اگر «شناسایی زبان» انتخاب شود، نه تنها به‌طور خودکار زبان متن شما را تشخیص خواهد داد، بلکه به‌طور پیش‌فرض به انگلیسی ترجمه خواهد کرد.
اگر برای نمونه کاربری از انگلیسی به فارسی ترجمه می‌کند، و لازم است زبان مبدأ و مقصد را عوض کند، با کلیک بر روی «جابجایی بین زبان‌ها» می‌تواند این کار را انجام دهد و از فارسی به انگلیسی ترجمه کند.
ترجمه‌گر گوگل می‌تواند تلفظ واژگان انگلیسی را با لهجه‌های مختلف به صورت صوتی پخش نماید. البته لهجه پیش فرض آن، لهجه بریتانیایی است و برای تغییر آن به لهجه آمریکایی می‌توان از دامنه‌های دیگر استفاده کرد.
در ترجمهٔ دیگر زبان‌ها به زبان انگلیسی، این امکان وجود دارد که با کلیک روی آیکون بلندگو متن ترجمه شده را شنید. این قابلیت برای بعضی زبان‌ها موجود است.
مزایای گوگل ترجمه چیست؟
از مترجم گوگل می‌توان به عنوان یک دیکشنری قوی چندزبانه برای ترجمه کلمه استفاده نمود
مترجم گوگل رایگان است و رایگان باقی خواهد ماند
مترجم گوگل به عنوانی یک دیکشنری آنلاین به سرعت و سهولت و همواره در دسترس است.
یکی از مهم‌ترین امکاناتی که به این مترجم آنلاین افزوده شده است قابلیت تبدیل گفتار به متن (به انگلیسی: Google Transcribe) است که در توسعه تکنولوژی مترجم‌های آنلاین بسیار حائز اهمیت است.

## چالش‌ها و محدودیت‌ها
گوگل ترجمه نیز همانند هر ابزار ترجمه خودکار دیگر، مرزها و محدودیت‌های خود را دارد؛ بنابراین ترجمه دقیق و درست یک متن همیشه ممکن نیست و برخی زبان‌ها نسبت به بعضی دیگر بهتر ترجمه می‌شوند.
ترجمه‌گر گوگل معمولاً زمانی در بهترین حالت ترجمه می‌کند که زبان مقصد انگلیسی و زبان مبدأ یکی از زبان‌های اصلی اتحادیه اروپا (مانند فرانسوی، آلمانی یا اسپانیایی) باشد. طبق تحقیقاتی که در سال ۲۰۱۰ انجام گرفت، ترجمه زبان فرانسوی به انگلیسی تقریباً دقیق ارزیابی شد. در سال‌های ۲۰۱۱ و ۲۰۱۲ نیز همین نتایج برای زبان ایتالیایی به دست آمد.
به‌طور کلی هر چقدر یک جمله کوتاه‌تر باشد، ترجمه آن درست‌تر است.
بر اساس یک تحقیق منتشر شده در سال ۲۰۲۱، مترجم گوگل با حدود ۶۸ درصد دقت عبارات فارسی را به انگلیسی و برعکس تبدیل می‌کند.
در مترجم گوگل در صورتی که زبان مبدأ یا مقصد انگلیسی نباشند، زبان مبدأ ابتدا به انگلیسی ترجمه شده و سپس ترجمه انگلیسی آن به زبان مقصد ترجمه می‌گردد. این به آن دلیل است که مترجم گوگل بانک لغات کاملی از هر زبان به زبان دیگر در اختیار ندارد و همین مسئله می‌تواند باعث بروز خطا در ترجمه شود.

## رویکرد ترجمه

### رویکرد قدیمی (قبل از سال ۲۰۱۶)
در گذشته، ترجمه‌گر گوگل از یک مدل ترجمه نسبتاً ساده استفاده می‌کرد، که این همان دقت آن در گذشته بود.
در اینجا چگونه آن دنیای سیستم قدیمی آمده است:
1. شما متن را برای ترجمه وارد می‌کنید.
2. ترجمه‌گر گوگل برای یافتن اسناد ترجمه شده انسانی در جفت زبان انتخاب شده، پایگاه داده عظیم خود را جستجو می‌کند.
3. ترجمه‌گر گوگل بیشترین نسخه مورد استفاده کلمه یا عبارت را از متن و تهیه آن به عنوان ترجمه برای آن کلمه/عبارت انتخاب می‌کند.
4. در صورت لزوم، ترجمه‌گر گوگل این کار را برای هر کلمه/عبارت در متن ترجمه تکرار می‌کند تا به‌طور کامل محتوا را ترجمه کند.

به این مدل ترجمه ماشینی آماری یا به اختصار SMT گفته می‌شود.
در حالی که این رویکرد برای کلمات منفرد یا عبارات کوتاه مناسب بود، اما باعث می‌شد بسیاری از رسانه‌ها جملات طولانی و پیچیده تری داشته باشند زیرا ترجمه‌گر گوگل قادر به ارزیابی دقیق محتوای جمله به عنوان یک کل نبود، در واقع متن به صورت کلمه به کلمه ترجمه می‌شد. به همین دلیل ترجمه‌های قبل از سال ۲۰۱۶ را غالباً روباتیک احساس می‌کردند و طبیعی به نظر نمی‌رسید.
مسئله دیگر این است که این سیستم قدیمی به استفاده از انگلیسی به عنوان واسطه برای هر ترجمه متکی بود.
به عنوان مثال، بیایید بگوییم که متن را از اسپانیایی به آلمانی ترجمه می‌کنید. در حالی که شما ممکن است فقط آن دو زبان را انتخاب کرده باشید، در اینجا نحوه ترجمه ترجمه‌گر گوگل آورده شده است:
اول، متن اسپانیایی را به انگلیسی ترجمه می‌کند.
سپس نسخه انگلیسی متن اسپانیایی را به آلمانی ترجمه می‌کند.
این گام اضافی در وسط به احساس «رباتیک» برخی از ترجمه‌ها می‌افزود.
ترجمه‌گر گوگل این سیستم قدیمی را در سال ۲۰۱۶ خنثی کرد و الگوریتم جدیدی را انتخاب کرد که در را برای دقت بسیار بهتر باز کرد.

### رویکرد جدید (بعد از سال ۲۰۱۶)
در اواخر سال ۲۰۱۶، ترجمه‌گر گوگل به مدت کوتاهی به یک سیستم یادگیری ماشین جدید به نام ترجمه‌گر دستگاه عصبی گوگل یا GNMT منتقل شد.
جزئیات فنی زیادی در پشت صحنه نحوه عملکرد GNMT وجود دارد. اما ایده اصلی این است:
رویکرد GNMT به جای ترجمه جملات کلمه به کلمه (یا عبارت با عبارت) مانند سیستم قدیمی، معنای کل جملات را در یک زمان ترجمه می‌کند.
ترجمه‌گر گوگل با نگاه کردن به معنای جمله به عنوان یک کل و نه فقط کلمات فردی، قادر به تولید ترجمه‌های دقیق تر و طبیعی تر است. در حقیقت، گوگل ادعا می‌کند که این رویکرد «خطاهای ترجمه را بیش از ۵۵٪ -۸۵٪ در چندین جفت زبان اصلی کاهش می‌دهد».

## زبان فارسی در مترجم گوگل
گوگل در تاریخ ۱۹ ژوئن ۲۰۰۹ زبان فارسی را به سرویس ترجمه‌اش اضافه کرد. زبان فارسی در حال حاضر از نظر دقت ترجمه و دایره واژگان در جایگاه ۱۳ام در مترجم گوگل قرار دارد. این زبان علی‌رغم چالش‌های موجود (مانند تفاوت‌های ساختاری در دستور زبان) در حال گسترش و بهبود می‌باشد. گوگل از کاربران ایرانی خواسته تا به بهبود و گسترش این زبان کمک کنند.
یکی از امکانات ترجمه‌گر گوگل فارسی این است که می‌توان متن یا کلمهٔ مورد نظر را به صورت آوایی نوشت، مثلاً نوشت «khabar» و کلید فاصله را فشرد تا این کلمه به «خبر» تبدیل شود.

## بهبود و گسترش مترجم توسط کاربران
تمامی کاربرانی که از ترجمه‌گر گوگل استفاده می‌کنند می‌توانند به بهبود و گسترش این مترجم کمک کنند. برای نمونه هنگام استفاده از مترجم می‌توان با کلیک بر روی کلمه یا عبارتی به خصوص، ترجمه مناسب‌تری را از میان گزینه‌های موجود انتخاب کرد.
همچنین می‌توان با کلیک بر روی عبارت "غلط است؟" که زیر متن ترجمه شده وجود دارد، مستقیماً آن را ویرایش کرد. در این صورت متن ویرایش شده به صورت رندوم در اختیار سایر کاربرانی که می‌خواهند مترجم را بهبود بخشند قرار می‌گیرد و درستی آن بررسی می‌شود.
همچنین گوگل به کاربرانش امکان کمک مستقیم در بهبود مترجم را می‌دهد. کاربران گوگل می‌توانند در Google Translate Community زبان‌هایی را که به آن‌ها تسلط دارند انتخاب کرده و به صورت ترجمه مستقیم یا تشخیص درست یا غلط بودن ترجمه‌های ارائه شده توسط کاربران دیگر، مترجم را بهبود بخشند.